# Cairn terrier
A cairn terrier neve az angol cairn, azaz "kőrakás" szóból származik, amely gyakori Skócia-szerte, és útjelzőként szolgál, vagy emléket állít valaminek. Találó név ennek a szürkés-barnás, sprőd bundájú felföldi terriernek.

## Története
Lehetséges, hogy a cairn a Skóciához tartozó Skye-szigetről származik, és feltehetően már Stuart Mária uralkodása idején használták a kőrakásokban megbúvó rókákra való vadászatban. A XX. század elején a tenyésztők vigyáztak, hogy fenntartsák a fajta szálkás bundáját, zömök testét és egyéb terrierjellemzőit. A fajta 1909-ben kapta nevét, azelőtt rövid szőrű Skye terriernek hívták.

## Jellem
A cairn ugyanúgy otthon érzi magát a városban, mint vidéken. Csodás házőrző, és könnyebb kiképezni, mint a legtöbb terriert, de a terrier-vérmérséklet mindig jelen marad benne. Főleg a kanok hajlamosak megjátszani a nagyfőnököt. Apró mérete és jó egészsége miatt ideális kedvenc. Ugyanakkor eleven, a félelmet nem ismeri.

## Küllem
Kis termetű, zömök, izmos, arányos testalkatú kutya. Feje nem túl hosszú, koponyája széles (a többi terriernél szélesebb és rövidebb). Szeme sötétbarna. Füle kicsi, hegyes, feláll. Nyaka rövid, izmos, háta hosszú és egyenes, ágyéka feszes, mellkasa mély. Végtagjai rövidek, párhuzamosak. Farka rövid, a legtöbbször vízszintesen tartja. Szőrzete durva, kemény, sűrű és az egész testén meglehetősen hosszú. Színe vörös, homokszínű, szürke vagy fekete. Kitűnően úszik. Jól bírja a terepen való vadászatot, kétrétegű bundája nem ázik át. Testmérethez képest rendkívül nagy erőt képes kifejteni állkapcsával. A mellső mancsai nagyobbak a hátsóknál.

### Méretek
- Testtömeg: 6-7,5 kg
- Marmagasság: 25–30 cm
- Életkor: 12-15 év

## Megjegyzés

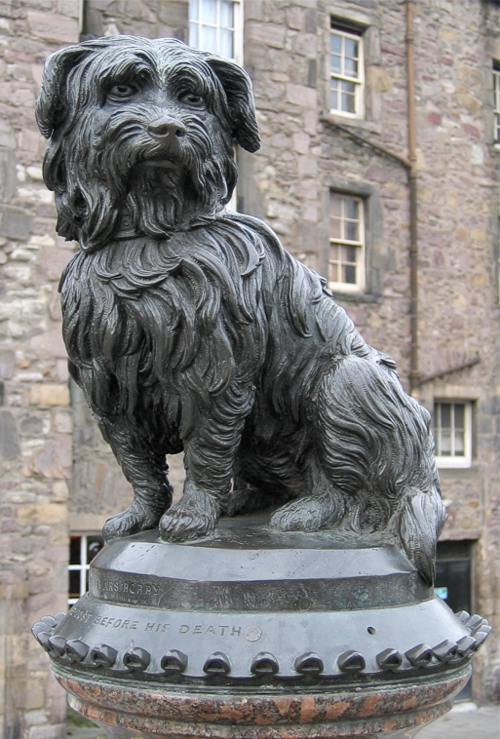
Bobby szobra

- A fajta tenyésztésből kizárt fehér egyedeiből alakult ki a ma népszerű West highland white terrier
- A híres Edinburgh-beli Greyfriars' Bobby, egy legendás kutya, valószínűleg egy korai Skye terrier vagy Cairn terrier lehet.
- Óz, a csodák csodája című filmben Dorothy kutyáját is egy Cairn terrier alakította.

## Rokon fajták
- Skye terrier
- West highland white terrier
- Norfolk terrier
- Norwich terrier
- Sealyham terrier
- Border terrier